# Achelia neotenica
Achelia neotenica är en havsspindelart som beskrevs av Krapp, F. 1986. Achelia neotenica ingår i släktet Achelia och familjen Ammotheidae. Inga underarter finns listade i Catalogue of Life.